# Gareth Warburton
Gareth Warburton (* 23. April 1983 in Beverley) ist ein britischer Leichtathlet.

## Karriere
Er gewann bei den Leichtathletik-Halleneuropameisterschaften 2005 mit der britischen 4-mal-400-Meter-Staffel Silber. Bei den Leichtathletik-U23-Europameisterschaften 2005 gewann die britische Staffel auch Silber, dort wurde er aber nur im Vorlauf eingesetzt. Bei den Commonwealth Games 2006 startete er für Wales, ohne den Endlauf zu erreichen.
Dann wechselte er auf die 800-Meter-Distanz und wurde bei den Commonwealth Games 2010 Vierter. Für die Olympischen Spiele 2012 wurde er zunächst nicht ausgewählt. Er schaffte dann aber noch bei den Bislett Games die A-Norm und wurde als letzter britischer Leichtathlet nominiert. In London schied er aber im Vorlauf aus.
Kurz vor seinem Einsatz bei den Commonwealth Games 2014 wurde bei ihm ein Verstoß gegen die Dopingbestimmungen festgestellt und er wurde für sechs Monate gesperrt.

## Persönliche Bestleistungen
- im Freien
800 m – 1:44,98 min – Oslo 7. Juni 2012
400 m – 46,45 s – Budapest 30. Juni 2006
- in der Halle
400 m – 46,96 s – Sheffield 27. Februar 2005